# Робинсон, Джек
Джек Ро́бинсон (англ. Jack Robinson; род. 1 сентября 1993, Уоррингтон, Чешир) — английский футболист, левый защитник клуба «Шеффилд Юнайтед».
Робинсон является самым молодым в истории «Ливерпуля» игроком, дебютировавшим в составе основной команды.

## Карьера
Джек является воспитанником Академии «Ливерпуля». 9 мая 2010 года он установил рекорд как самый молодой футболист принявший участие в матче «красных», когда вышел на замену Райану Бабелу в поединке против «Халл Сити» в рамках турнира Премьер-лиги. На тот момент Джеку было 16 лет 250 дней, и он ещё ни разу не играл за резервы команды.
Джек выступает за юношескую сборную Англии (до 17 лет), в составе которой выиграл международный турнир в Алгарве.
В настоящее время[какое?] Робинсон продолжает обучение в общеобразовательной школе в Кросби (Честерфилд Хай Скул).

## Достижения
- Кубок Футбольной лиги: 2011/12